# امواج (فیلم ۲۰۱۹)
امواج (انگلیسی: Waves) یک فیلم درام روان‌شناختی آمریکایی محصول سال ۲۰۱۹ به نویسندگی، تهیه‌کنندگی و کارگردانی تری ادوارد شالتس است. در این فیلم کلوین هریسون جونیور، تیلور راسل، لوکاس هجز، الکسا دمی، رنه الیز گلدزبری و استرلینگ کی براون به ایفای نقش پرداخته‌اند. این فیلم سفر عاطفی یک خانواده آمریکایی حومه شهر را در حالی که عشق، بخشش و گرد هم آمدن در پی یک فقدان غم‌انگیز را دنبال می‌کنند را نشان می‌دهد.
فیلمبرداری اصلی در ۹ ژوئیه ۲۰۱۸ در شهرستان براوارد، فلوریدا آغاز شد و در ۲۴ اوت ۲۰۱۸ به پایان رسید. بازیگران در جولای معرفی شدند و دمی در ماه اوت به آن ملحق شد.
اولین نمایش جهانی آن در جشنواره فیلم تلوراید در ۳۰ اوت ۲۰۱۹ بود و در ۱۵ نوامبر ۲۰۱۹ توسط ای۲۴ در ایالات متحده منتشر شد. نقدهای مثبتی از سوی منتقدان دریافت کرد که بازی‌ها (به ویژه بازی‌های هریسون، راسل و براون)، فیلمبرداری و کارگردانی شالتس را تحسین کردند.

## بازخوردها
- در گردآورنده نقد راتن تومیتوز، این فیلم بر اساس رای ۲۵۴ نقد، ۸۴ درصد را با امتیاز ۷٫۸ از ۱۰ را تأیید کرده است.[۵]
- در متاکریتیک، این فیلم بر اساس رای ۴۵ منتقد، میانگین وزنی ۸۰ از ۱۰۰ را کسب کرده است که نشان‌دهنده «نقدهای عموماً مطلوب» است.[۶]